# Dan Meridor
Dan Meridor (Jerusalém, 23 de abril de 1947) é um advogado e político Israelense.
Nascido em Jerusalém no final da era mandatária, é filho de Ra'anana Meridor, professora de Letras clássicas da Universidade Hebraica de Jerusalém, e de Eliyahu Meridor, um político ligado por muitos anos a Menachem Begin no Irgun e no Herut.  
Dan Meridor graduou-se em direito pela Universidade Hebraica de Jerusalém. Depois de pertencer por muitos anos ao partido Likud, em 1999 tornou-se um dos fundadores do efêmero Partido do Centro (dissolvido em 2003). Meridor voltou então ao seu antigo partido, Likud, retornando ao Knesset, o parlamento israelense, após as  eleições legislativas de 2009. 
Atualmente Meridor ocupa o cargo de Vice-primeiro-ministro e Ministro da Inteligência e da Energia Atômica no Gabinete Israelense.